# سیارک ۶۵۶۹۸
سیارک ۶۵۶۹۸ (به انگلیسی: 65698 Emmarochelle، نامگذاری:1991TP16) شصت و پنج هزار و ششصد و نود و هشتمین سیارک کشف شده‌است که در ۶ اکتبر ۱۹۹۱ کشف شد.